# Лайон (муниципалитет)
Лайон (итал. Laion, также Лайен, нем. Lajen) — коммуна в Италии, располагается в регионе Трентино — Альто-Адидже, в провинции Больцано.
Население составляет 2262 человека (2001), плотность населения составляет 61 чел./км². Занимает площадь 37 км². Почтовый индекс — 39040. Телефонный код — 0471.
Покровителями коммуны почитаются святые апостолы Пётр и Павел, празднование 29 июня.